# Baumannella
Baumannella is een geslacht van steenvliegen uit de familie Perlodidae. De wetenschappelijke naam van het geslacht is voor het eerst geldig gepubliceerd in 1985 door Stark & Stewart.

## Soorten
Baumannella omvat de volgende soorten:
- Baumannella alameda (Needham & Claassen, 1925)